# Casa Buncàs
La Casa Buncàs és un edifici de Centelles (Osona) inclòs a l'Inventari del Patrimoni Arquitectònic de Catalunya.

## Descripció
La casa està molt deteriorada i reformada.
L'element més remarcable es troba a l'edifici que dona al carrer Santa Anna. És una finestra d'arc conopial i una roseta.
Hi ha també un escudet molt deteriorat i dos balcons de ferro forjat datats el 1675, però també molt deteriorats.